# Erdemir
Erdemir, contrazione di Ereğli Demir ve Çelik Fabrikaları T.A.Ş. (in turco: Fabbriche di ferro e acciaio di Ereğli), è una società turca operante nel settore della siderurgia. È il principale produttore di acciaio della Turchia e il 48º al mondo.
Il suo stabilimento principale si trova a Karadeniz Ereğli, nella provincia di Zonguldak sulle rive del Mar Nero. Qui Erdemir gestisce un grande porto marittimo, il Porto di Erdemir, per importare ed esportare materiali.
Dal 2000 al 2013 ha sponsorizzato l'Erdemirspor, club di pallacanestro militante in Türkiye 2. Basketbol Ligi e Basketbol Süper Ligi.